# Rachel Carson

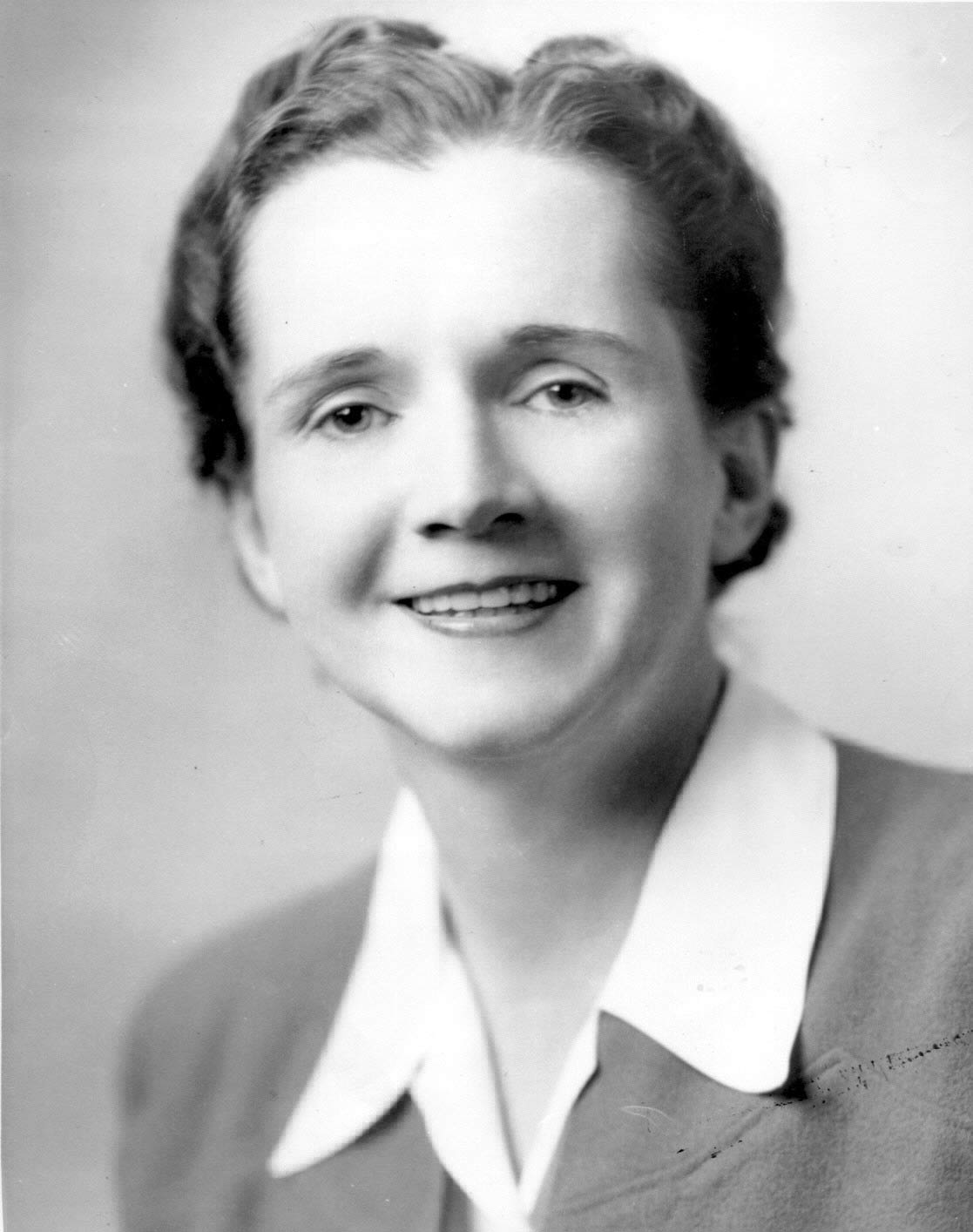
Rachel Carson, 1940er Jahre

Rachel Louise Carson (* 27. Mai 1907 in Springdale, Pennsylvania; † 14. April 1964 in Silver Spring, Maryland) war eine US-amerikanische Zoologin, Biologin, Wissenschaftsjournalistin und Sachbuchautorin, deren Hauptwerk Silent Spring (Der stumme Frühling) aus dem Jahr 1962 häufig als Ausgangspunkt der US-amerikanischen Umweltbewegung bezeichnet wird. Rachel Carson gilt als eine der wichtigsten Personen des 20. Jahrhunderts.
Sie begann ihre berufliche Karriere als Biologin des U.S. Bureau of Fisheries. Der erste große schriftstellerische Erfolg Rachel Carsons war das 1951 erschienene Buch The Sea Around Us (Wunder des Meeres). Es wurde im Folgejahr mit dem US-amerikanischen National Book Award und der John-Burroughs-Medaille ausgezeichnet. Ihr nächstes Buch The Edge of the Sea (Am Saum der Gezeiten) sowie ihr wieder aufgelegtes Erstlingswerk Under the Sea-Wind (Unter dem Meerwind) wurden ebenfalls zu Bestsellern. Nach dieser Trilogie, die das Leben im Meer thematisierte, befasste sie sich zunehmend mit Problemen des Umweltschutzes. 1962 erschien ihr bis heute bekanntestes Buch Silent Spring (Der stumme Frühling), in dem sie die Auswirkungen eines rigorosen Pestizid-Einsatzes auf Ökosysteme thematisierte. Das Buch löste in den USA eine heftige politische Debatte aus und führte letztlich zum DDT-Verbot.
Rachel Carson wurde im Jahre 1980 postum mit der Presidential Medal of Freedom – der höchsten zivilen Auszeichnung der USA – ausgezeichnet.

## Leben

### Schule und Studium
Rachel Carson wurde im Dorf Springdale nahe der Industriestadt Pittsburgh als jüngstes von drei Kindern des Ehepaares Maria McClean Carson und Robert Warden geboren. Ihre Schwester Marian war zehn, ihr Bruder Robert acht Jahre älter. Die aus Washington zugezogenen Eltern besaßen in Springdale einige Grundstücke, waren jedoch keine Farmer, auch wenn sie ein paar Hühner, Schafe und Schweine hielten. Der Vater Robert Warden Carson, der sich auch als Grundstücksmakler versuchte, hatte die Ländereien im Jahre 1900 in der Erwartung erworben, dass sich die Stadt Pittsburgh in dieser Richtung ausdehnen und das Land dadurch erheblich an Wert gewinnen würde. Dies sollte sich als Fehlspekulation erweisen. Robert Carson übte während seines Lebens sehr unterschiedliche Berufe aus. Unter anderem arbeitete er als Büroangestellter, Versicherungsvertreter, Elektriker und Aufseher in einem Elektrizitätswerk, war aber in keiner Tätigkeit auf Dauer erfolgreich. Die Familie erlebte immer wieder Zeiten, in denen ihre finanzielle Situation sehr angespannt war.

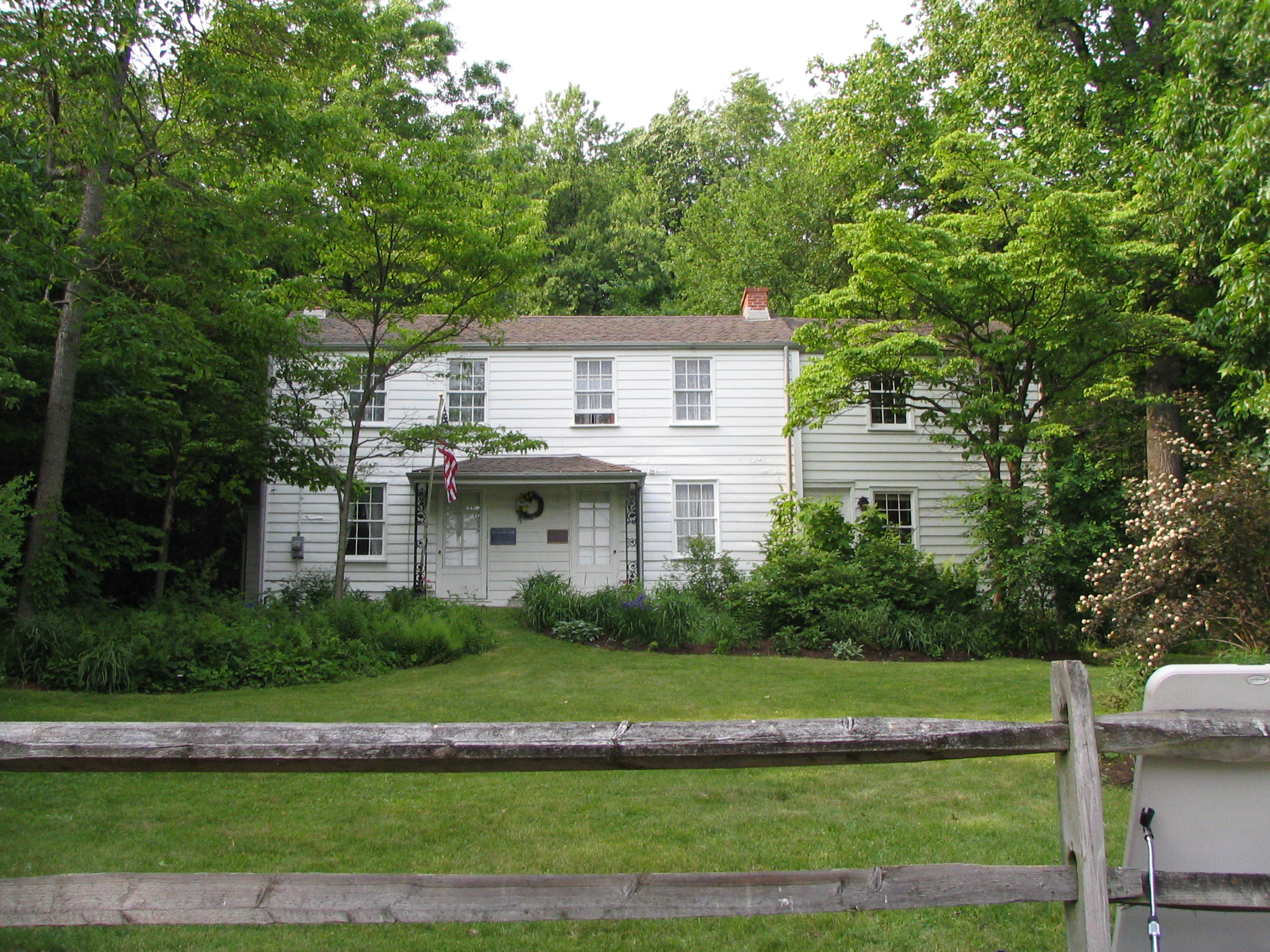
Rachel Carsons Geburtshaus

Die Mutter Maria McLean Carson stammte aus einer presbyterianischen Pfarrersfamilie und war für eine Frau ihrer Zeit überdurchschnittlich gut ausgebildet. Sie hatte unter anderem eine private presbyterianische High School besucht und Kurse an einem College belegt. Ihren Beruf als Lehrerin musste sie nach ihrer Heirat aufgeben, teilte aber das Interesse ihrer jüngsten Tochter Rachel an Naturbeobachtungen.
Rachel Carson las viel und begann bereits in sehr jungen Jahren mit dem Schreiben. Die ersten Geschichten veröffentlichte sie ab einem Alter von elf Jahren im Kindermagazin St. Nicholas for Boys and Girls, für das nicht nur so angesehene Autoren wie Mark Twain, Louisa May Alcott, Rudyard Kipling und Joseph Conrad Kindergeschichten schrieben, sondern das auch jeden Monat Geschichten, Gedichte, Zeichnungen oder Fotografien seiner jungen Leser veröffentlichte. Während ihre älteren Geschwister die Schule ohne Highschool-Abschluss verließen, besuchte Rachel Carson bis zum zehnten Schuljahr zunächst Springdales kleine Schule und anschließend die Highschool im nahe gelegenen Parnassus. Dort schloss sie 1925 als Klassenbeste ihre Schulausbildung ab.
Am Pennsylvania College for Women (deutsch: Pennsylvania höhere Schule für Frauen; heute Chatham College) in Pittsburgh studierte sie zunächst englische Literatur. Die Bezahlung der Studiengebühren stellte für die Familie eine erhebliche finanzielle Belastung dar: Einen Teil der Gebühren deckte ein Stipendium ab, und um den verbleibenden Rest zahlen zu können, verkaufte die Familie einen Teil ihrer Grundstücke in Springdale. Im Januar 1928 wechselte Rachel Carson zur Biologie. Die Collegeleitung hatte ihr von diesem Wechsel abgeraten: Für Wissenschaftlerinnen gab es kaum Berufsmöglichkeiten. Die Collegeleitung traute dagegen Rachel Carson, die in ihrem vorherigen Hauptfach mehrfach durch ihre Kurzgeschichten und Erzählungen aufgefallen war, eine Karriere als Autorin zu.

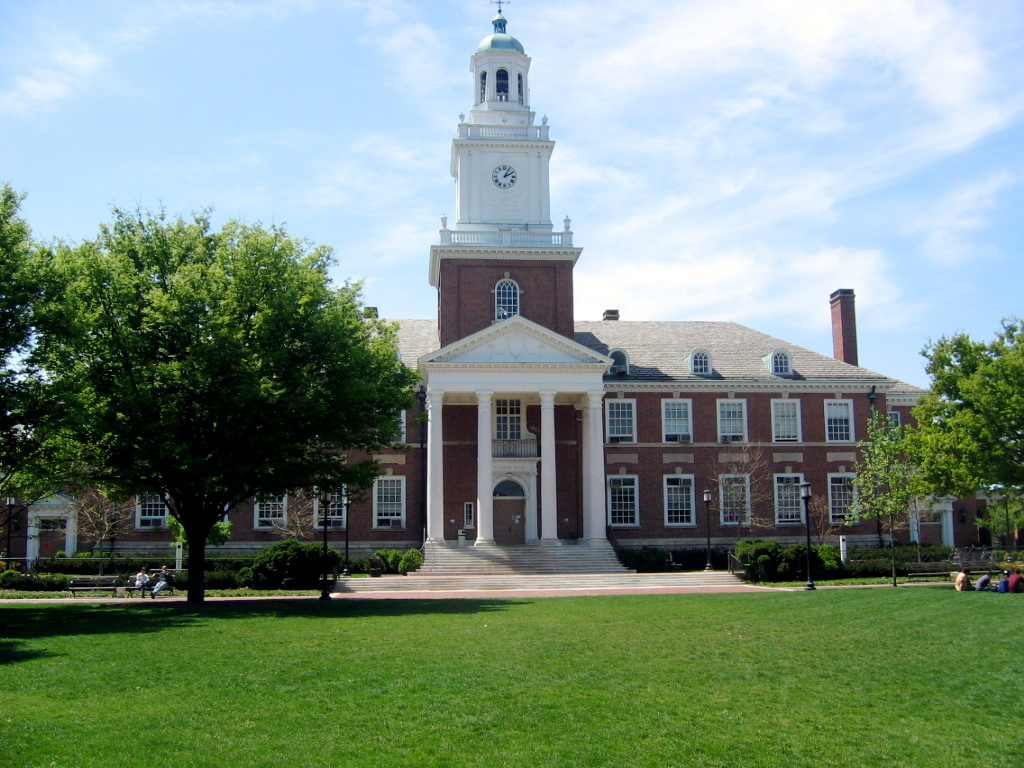
Johns Hopkins University – Rachel Carson studierte hier ab 1929

Ihr Collegestudium beendete Rachel Carson 1929 mit magna cum laude. Nach einem Sommerkurs am Marine Laboratory Woods Hole, einer auf Meeresbiologie spezialisierten Forschungseinrichtung, begann sie 1929 ihr Studium in Zoologie und Genetik an der Johns Hopkins University in Baltimore (Maryland). Die für das Studienjahr fälligen Gebühren konnte sie erneut nur durch ein Stipendium aufbringen. Im zweiten Studienjahr musste sie das ihr angebotene Stipendium ablehnen, weil es an ein Vollzeitstudium gebunden war, aber nur ein Drittel der mittlerweile gestiegenen Studiengebühren abdeckte. Sie begann zusätzlich zum Studium zunächst ein Jahr als Assistentin im Labor von Raymond Pearl zu arbeiten, wo sie Untersuchungen an Ratten und Fruchtfliegen durchführte. Danach unterrichtete sie zeitweise an der Johns Hopkins University, ab September 1931 auch an der University of Maryland. Das Studium schloss sie 1932 mit einem Master in Zoologie ab. Ihr Promotionsvorhaben musste sie 1934 abbrechen, um mit dem Gehalt aus ihrer Lehrtätigkeit ihre Familie finanziell zu unterstützen. Nachdem ihr Vater 1935 plötzlich verstorben war, verschlechterte sich die finanzielle Situation der Familie nochmals deutlich, und Rachel Carson kümmerte sich nun um ihre Mutter, ihre erkrankte Schwester und deren zwei Töchter.

### Tätigkeit für dasU.S. Bureau of Fisheries
Auf Drängen ihrer ehemaligen College-Professorin Mary Scott Skinker legte Rachel Carson die „American-civil-service“-Prüfung ab, um eines Tages eine Vollzeitstelle als Biologin bei einer staatlichen Behörde erhalten zu können. Gleichzeitig nahm Rachel Carson eine befristete Teilzeitstelle bei der damaligen US-Fischereibehörde als wissenschaftliche Autorin an. Ihre Aufgabe bestand hauptsächlich darin, für eine Rundfunkserie mit der Bezeichnung Romance Under the Waters (deutsch etwa: Abenteuer unter Wasser) Reportagen zu schreiben. Die Rundfunkserie, die aus 52 jeweils sieben Minuten langen Berichten bestand, thematisierte das Leben im Wasser und hatte zum Ziel, die Aufmerksamkeit der Öffentlichkeit auf Fischbiologie und die Arbeit der Fischereibehörde zu lenken. Basierend auf ihren Recherchen für diese Serie begann Rachel Carson zusätzlich für mehrere lokale Zeitungen und Magazine Artikel über das Meeresleben in der Chesapeake Bay zu schreiben. Ihre erste Reportage erschien am 1. März 1936 unter dem Titel It’ll be Shad Time Soon und beschäftigte sich mit der Fischgattung Alosa, deren Arten zum Ablaichen aus dem Meer in Süßwasserflüsse zurückkehren. Bereits dieser Artikel thematisierte die Probleme, die durch Umweltverschmutzung in der Chesapeake Bay entstanden.
Rachel Carsons Vorgesetzter Elmer Higgins, der mit dem Erfolg der Rundfunkserie äußerst zufrieden war, setzte sich dafür ein, dass sie eine unbefristete und ihrer Ausbildung entsprechende Vollzeitstelle erhielt. Ab 1936 wurde sie als Biologin bei der US-Fischereibehörde beschäftigt. Rachel Carson war die zweite Frau, die innerhalb dieser Behörde eine vergleichbare Position besetzte. Ihre Hauptaufgabe bestand in der Analyse von Fischbeständen und im Verfassen von Broschüren und Unterlagen für die Öffentlichkeitsarbeit der Behörde. An ihren Abenden und Wochenenden schrieb sie weiterhin Artikel für verschiedene Zeitungen. Als 1937 Rachel Carsons ältere Schwester Marian starb, kam sie mit dem Einkommen aus diesen Tätigkeiten für den Unterhalt ihrer Mutter und ihrer zwei Nichten auf.

### Die ersten schriftstellerischen Erfolge
Im Juli 1937 veröffentlichte das Magazin Atlantic Monthly Rachel Carsons Artikel Undersea (deutsch Unterwasserwelt), der anschaulich eine Reise entlang des Meeresbodens schildert und sich als entscheidender Wendepunkt in Rachel Carsons schriftstellerischer Tätigkeit herausstellen sollte. Quincey Howe, einer der Chefredakteure des Verlagshauses Simon & Schuster, fand Gefallen an dem Artikel, kontaktierte Rachel Carson und schlug ihr vor, diesen zu einem Buch zu erweitern. Es erschien 1941 unter dem Titel Under the Sea-Wind – A Naturalist’s Picture of Ocean Life (deutsch Unter dem Meerwind, Zürich 1947) und erhielt gute Besprechungen: Kritiker priesen Rachel Carson unsentimentale, aber niemals langweilige Prosa und ihre wissenschaftliche Genauigkeit. Das Buch war jedoch kein großer Verkaufserfolg, und Rachel Carson konzentrierte sich wieder darauf, als freie Mitarbeiterin für Zeitungen und Magazine zu schreiben. Als Autorin eines gut besprochenen Buches fiel es ihr nun leichter, Artikel an größere und angesehenere Magazine und Zeitschriften zu verkaufen. Unter anderem schrieb sie für das Journal Nature, und 1944 erschien von ihr ein Artikel in Collier’s, in dem sie die Echolotortung bei Tieren mit der neuen, kriegswichtigen Radartechnologie verglich. Im August 1945 wurde der Artikel auch in Reader’s Digest veröffentlicht, und die US Navy entschied sich, den Artikel als Broschüre für diejenigen Rekruten aufzulegen, die mehr über Radar lernen wollten.

### Das zweite Buchprojekt
Mittlerweile war Rachel Carson in der Hierarchie der US-Fischereibehörde aufgestiegen und leitete eine kleine Gruppe von wissenschaftlichen Autoren. Rachel Carson hätte ihre Tätigkeit bei der nun als Fish and Wildlife Service firmierenden Behörde allerdings 1945 freiwillig aufgegeben. Ihre Arbeit, die nach wie vor hauptsächlich in der Überarbeitung und Herausgabe von Forschungsberichten und Publikationen für die Behörde bestand, langweilte sie zunehmend. Naturwissenschaftlern standen damals kaum Stellen offen, da die meisten Forschungsgelder für Projekte im Technik-Bereich aufgewendet wurden. Um die wenigen offenen Stellen für Biologen und Wissenschaftsjournalisten konkurrierte sie mit einer großen Anzahl männlicher Kollegen, die mit dem Ende des Zweiten Weltkriegs ihren Militärdienst beendet hatten. In einem Brief an eine Freundin schrieb sie:

„Ich weiß, dass ich nur vom Schreiben leben wollte, könnte ich mir eine ideale Lebensweise aussuchen. Aber ich habe bis jetzt viel zu wenig getan, um das zu riskieren. Und gleichzeitig nimmt mich meine Arbeit beim [Fish and Wildlife Service] immer mehr in Anspruch und lässt mir immer weniger Zeit zum Schreiben. Und da mein Gehalt zwar langsam, aber doch stetig wächst, wird es auch zunehmend schwieriger, darauf zu verzichten.“

Befriedigender als ihre Arbeit an Broschüren, die die US-Bevölkerung überzeugen sollten, mehr Fisch zu essen, fand sie die Arbeit an einer Broschürenreihe mit dem Titel Conservation in Action („Naturschutz in Aktion“). Die zwischen 1946 und 1948 erschienenen Broschüren sollten der Bevölkerung die Funktion und Bedeutung von Naturschutzreservaten erläutern. Im Vorwort zu einer Broschüre in dieser Reihe schrieb Rachel Carson:

„… das Bewahren wilder Lebewesen und ihrer Lebensräume bedeutet auch eine Bewahrung der natürlichen Ressourcen, auf die der Mensch nicht weniger als Tiere angewiesen ist, um überleben zu können. Tier- und Pflanzenwelt, Wasser, Wald und Prärie sind alle Bestandteile einer für den Menschen essentiellen Umwelt …“

Ab 1949 wurde sie zur Chefredakteurin der Publikationen des „Fish and Wildlife Service“, was ihr grundsätzlich einen größeren Spielraum gab, die Themen ihrer Untersuchungen und Veröffentlichungen selber zu bestimmen. Der Zuwachs an Verantwortung ging jedoch mit einer zunehmend administrativen Tätigkeit einher. Bereits seit 1948 war Rachel Carson dabei, Material für ein zweites Buch zu sammeln, und hatte sich entschieden, mittelfristig ihre Behördentätigkeit aufzugeben und als freie Schriftstellerin zu arbeiten. Aus diesem Grund arbeitete sie ab diesem Zeitpunkt mit der Literaturagentin Marie Rodell zusammen.
Oxford University Press zeigte Interesse an Rachel Carsons zweitem Buchprojekt, was Rachel Carson den Anstoß gab, ihr Manuskript Mitte des Jahres 1950 fertigzustellen. Einzelne Kapitel und Auszüge erschienen im Vorfeld in Science Digest und Yale Review. Das Kapitel The Birth of an Island („Geburt einer Insel“) gewann den „George Westinghouse Science Writing Preis“ der American Association for the Advancement of Science für den besten wissenschaftlichen Artikel des Jahres 1950. Neun Kapitel des geplanten Buches erschienen als Vorabdruck im Wochenmagazin The New Yorker. Als The Sea Around Us als Buch auf den Markt kam, stand es für 86 Wochen auf der Bestsellerliste der New York Times; es kam später in einer gekürzten Fassung bei Reader’s Digest heraus. Rachel Carson wurde für ihr Buch 1952 mit dem National Book Award und der John Burroughs Medaille sowie zwei Ehrendoktortiteln ausgezeichnet. Der Erfolg des Buches führte auch zu einer Wiederauflage von Under the Sea-Wind, das jetzt gleichfalls zum Bestseller wurde. Damit war sie hinreichend finanziell abgesichert, um ihre Anstellung zu kündigen und sich als freie Autorin völlig auf das Schreiben zu konzentrieren. Sie hatte unter anderem die Filmrechte an The Sea Around Us verkauft und sich dabei das Recht zur Überprüfung des Drehbuches vorbehalten. Mit dem Drehbuch von Irwin Allen, der gleichzeitig Produzent und Regisseur des gleichnamigen Filmes war, war sie jedoch sehr unzufrieden. Sie fand, dass der Film zu melodramatisch, sensationsheischend und wissenschaftlich unpräzise sei. Sie musste jedoch feststellen, dass ihr vertraglich festgelegtes Recht, das Drehbuch zu überprüfen, ihr nicht die Möglichkeit zur direkten Beeinflussung des Filminhalts gab. Irwin Allen produzierte trotz Rachel Carsons Einwänden eine sehr erfolgreiche Dokumentation, die 1953 mit einem Oscar ausgezeichnet wurde. Rachel Carson war jedoch so verärgert, dass sie auf den Verkauf weiterer Filmrechte verzichtete. 1953 wurde sie in die American Academy of Arts and Letters aufgenommen.

### Die Beziehung zu Dorothy Freeman
Rachel Carson zog im Jahr 1953 gemeinsam mit ihrer Mutter nach Southport Island, Maine und lernte dort im Juli desselben Jahres Dorothy Freeman kennen, mit der sie bis ans Ende ihres Lebens eine sehr enge Freundschaft verband. Die verheiratete Dorothy Freeman lebte gemeinsam mit ihrem Mann jeweils während der Sommermonate auf der Insel und hatte Rachel Carson, deren Bücher sie kannte, einen Begrüßungsbrief geschrieben, nachdem sie in die Nachbarschaft gezogen waren. Bis zum Tod von Rachel Carson verbrachten sie die Sommer gemeinsam, sahen sich aber auch sonst regelmäßig und hielten engen Briefkontakt miteinander. Über die Art der Beziehung zwischen Rachel Carson und Dorothy Freeman ist wiederholt spekuliert worden. Rachel Carsons Biografin Linda Lear bezeichnet die Beziehung nicht explizit als lesbisch, sondern vertritt die Überzeugung, dass Rachel Carson in Dorothy Freeman lediglich jemanden fand, die sie unterstützte und mit der sie die gleichen Interessen teilte. Von anderen wie etwa der LGBTQ-Enzyklopädie wird dagegen die Beziehung als lesbisch eingeordnet.
Rachel Carson und Dorothy Freeman waren sich möglicherweise bewusst, dass man ihre Beziehung als lesbisch einordnen konnte, obwohl „sich ihre Zuneigung weitgehend über ihre Briefe, einen gelegentlichen Abschiedskuss oder das Halten der Hände ausdrückte“. Dorothy Freeman zeigte unter anderem Teile des Briefwechsels mit Rachel Carson ihrem Ehemann, damit dieser ihre Beziehung verstehen könne. Kurz vor Rachel Carsons Tod vernichteten die beiden jedoch Hunderte ihrer Briefe. Der Teil der Korrespondenz, der dieser Vernichtungsaktion nicht zum Opfer fiel, wurde von Dorothy Freemans Enkelin im Jahre 1995 mit dem Titel Always, Rachel: The Letters of Rachel Carson and Dorothy Freeman, 1952–1964: An Intimate Portrait of a Remarkable Friendship herausgegeben. Nach Ansicht einer Kritikerin zeigen die Briefe, dass hier weniger eine sexuelle Beziehung im Vordergrund stand, sondern die beiden Frauen vor allem durch ihre gemeinsamen Interessen verbunden waren.

### Hinwendung zu Themen des Umweltschutzes
Im Laufe des Jahres 1952 begann Rachel Carson mit Literaturstudien und Feldforschungen für ihr drittes Buch, dessen Thema das Ökosystem und die Lebewesen der Atlantikküste sein sollte und das sie 1955 abschloss. Teile von The Edge of the Sea (Am Saum der Gezeiten) erschienen erneut im Wochenmagazin The New Yorker, bevor das Buch im Handel erhältlich war. Rachel Carson hatte sich mittlerweile den Ruf erworben, in einer ebenso klaren wie poetischen Sprache zu schreiben. Ähnlich wie ihr zweites Buch wurde auch The Edge of the Sea positiv besprochen.
Nach dem Abschluss ihrer Trilogie über Ökosysteme und Lebewesen des Meeres arbeitete sie an einer Reihe verschiedener Projekte. Sie schrieb das Drehbuch Something About the Sky für eine Dokumentarreihe des US-Fernsehens und veröffentlichte mehrere Artikel in bekannten Magazinen. Ursprünglich hatte sie geplant, als Nächstes ein Buch über die Evolution zu schreiben. Aber nachdem Julian Huxley Evolution in Action veröffentlicht hatte und sie selber es schwierig fand, einen klaren und für den Leser interessanten Zugang zu diesem Thema zu finden, gab sie ihr Vorhaben wieder auf. Stattdessen beschäftigte sie sich zunehmend mit der Bewahrung von Ökosystemen und erwog, den Umweltschutz zum Thema ihres Buches zu machen. Sie selber plante, in Maine ein kleines Landschaftsgebiet zu erwerben, um es vor einer Erschließung zu bewahren. Zu Beginn des Jahres 1957 starb eine der beiden Nichten, um die sie sich in den 1940er Jahren gekümmert hatte, und hinterließ einen fünfjährigen Sohn, den Rachel Carson adoptierte und von diesem Zeitpunkt an großzog.

### Zunehmende Kritik an DDT und anderen synthetischen Pestiziden
Im Rahmen ihrer Arbeit für die US-Fischereibehörde hatte Rachel Carson sich gelegentlich mit der Auswirkung von Pestiziden wie etwa der Schädigung von Fischen durch Chlorkohlenwasserstoffe beschäftigt. Auf Dichlordiphenyltrichlorethan (DDT) wurde Rachel Carson zuerst im Jahre 1945 aufmerksam.

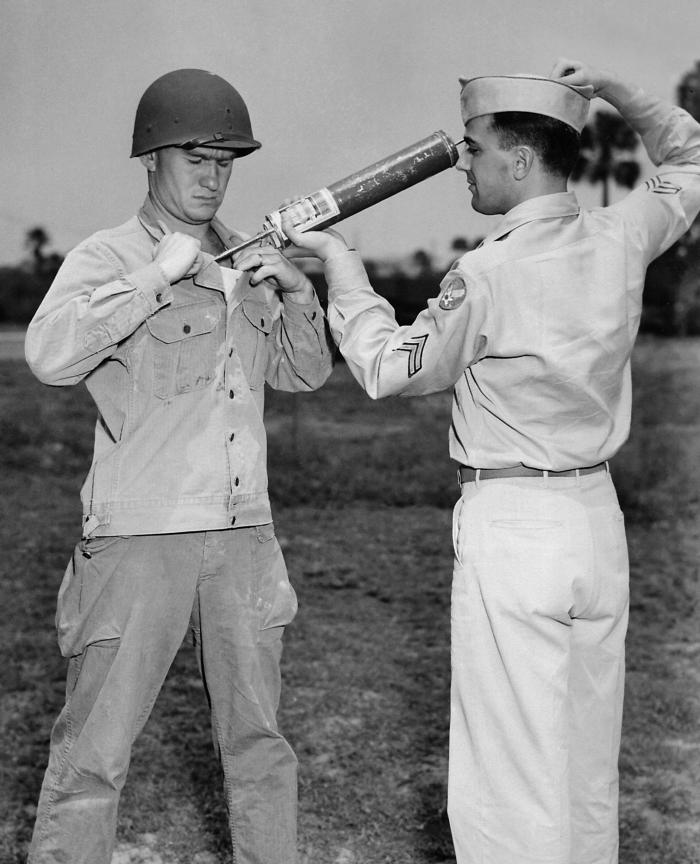
Bereits 1944 war DDT das Standardinsektizid für militärische Verwendungen

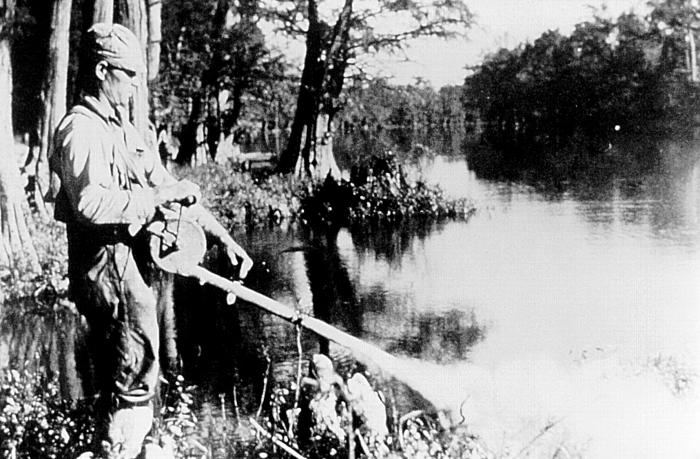
Im Auftrag von Behörden wurden in den USA große Flächen mit DDT behandelt, 1958

Die biologische Wirksamkeit von DDT war 1939 durch den Chemiker Paul Müller entdeckt worden. Bereits fünf Jahre später war es das Standardinsektizid für militärische Verwendungen: Im Südpazifik wurde beispielsweise großflächig DDT ausgebracht, um zu verhindern, dass Soldaten an Malaria erkrankten. Parallel entwickelte die Chemische Industrie weitere und teils wirkungsvollere Pestizide wie Dieldrin, Aldrin und Heptachlor. Im August 1945 wurde DDT in den USA auch zur zivilen Verwendung freigegeben, obwohl die US-amerikanische Food and Drug Administration bereits 1944 Bedenken äußerte, DDT könne sich in Kuhmilch anreichern, und deshalb vor der Verwendung in Futtermitteln warnte. Pestizide wie DDT waren jedoch einfach anzuwenden, preisgünstig und wirksam gegenüber einer Vielzahl von Insekten, während es gegenüber Säugetieren scheinbar ungefährlich war.
Im Auftrag von Bundes- und Staatsbehörden wurden große Gebiete mit DDT behandelt, um unter anderem eingeführte Insekten wie Feuerameisen und Schwammspinner sowie Stechmücken zu bekämpfen. Häufig wurde DDT dabei von Flugzeugen ausgebracht. Anfang 1958 kam es wegen dieser Sprühflüge zum ersten Pestizidprozess in der Geschichte der Vereinigten Staaten. Kläger auf Long Island versuchten zu verhindern, dass ihre Grundstücke zur Bekämpfung des Schwammspinners mit DDT besprüht werden, verloren jedoch den Prozess. Eine der Klägerinnen stand in Briefkontakt zu Rachel Carson. Zu Beginn des Jahres 1958 wandte sich die Journalistin Olga Owens Huckins an Rachel Carson, weil in dem von ihr betreuten Vogelschutzgebiet nach Sprühflügen zahlreiche Singvögel starben und Insekten wie Bienen oder Grashüpfer ausblieben. Rachel Carsons Literaturagentin Marie Rodell versuchte derweil, Interessenten für einen DDT-kritischen Artikel zu finden, und fand ihn schließlich im Magazin The New Yorker.
Bereits ihre ersten Recherchen zur Wirkung synthetischer Pestizide auf Organismen und ökologische Systeme ließen Rachel Carson über ein Buch mit diesem Thema nachdenken. Sie hatte jedoch das Gefühl, ihre Familienpflichten als Mutter ließen es nicht zu, ein ganzes Buch in angemessener Zeit alleine zu schreiben. Der im Mai 1958 mit einem Verlagshaus abgeschlossene Vertrag sah deswegen vor, dass Rachel Carson nur das Einleitungs- und Schlusskapitel zu einem Buch mit dem Arbeitstitel Control of Nature (etwa „Die Steuerung der Natur“) schreiben sollte. Edwin Diamond, ein beim Magazin Newsweek beschäftigter Wissenschaftsjournalist, sollte die übrigen Kapitel verfassen. Rachel Carson und Edwin Diamond erwiesen sich jedoch als zu verschieden, um erfolgreich miteinander arbeiten zu können. Rachel Carson entschied sich deswegen, das Buch alleine zu schreiben. In einem Brief an ihren früheren Vorgesetzten beim Fish and Wildlife Service begründete sie ihre Entscheidung:

„… ich hatte nicht erwartet, dass ich es tun würde, aber während des letzten Winters bin ich auf Zusammenhänge aufmerksam geworden, die mich so sehr verstören, dass ich mich entschieden habe, alle anderen Verpflichtungen zu verschieben und mich [einem Thema] zu widmen, das ich als sehr dringliches Problem begreife.“

Die Entscheidung fiel mit Tragödien im persönlichen Umfeld zusammen. Ihre Mutter war schwer krank und starb im Dezember 1958. Rachel Carson selbst stand unter Krebsverdacht und litt unter Arthritis und Infektionskrankheiten – so konnte sie im Sommer 1959 und im Winter des folgenden Jahres zeitweilig nicht am Manuskript weiterarbeiten. 1960 wurde ihr schließlich an der Brust ein Tumor entfernt, der sich als bösartig herausstellte.

### Die Arbeiten anSilent Spring
Bis zum Erscheinen von Silent Spring vergingen vier Jahre. Die meiste Zeit nahmen dabei die umfangreichen Recherchearbeiten im Vorfeld in Anspruch. Auf Grund ihrer vorherigen Arbeit beim „Fish and Wildlife Service“ und ihrer publizistischen Tätigkeit verfügte sie über ein umfangreiches Netzwerk an Experten, die sie mit Informationen versorgten. Dorothy Algire, eine ihrer Freundinnen, war mittlerweile Bibliothekarin bei den National Institutes of Health und konnte für Rachel Carson zahlreiche Studien besorgen. Von besonderer Bedeutung waren die Arbeiten von Wilhelm Hueper, der als Wissenschaftler beim National Cancer Institute beschäftigt war und viele Pestizide als karzinogen einstufte. Mit Hilfe von Dorothy Algire fand Rachel Carson eine Reihe weiterer Studien, die dies belegten. Harold Peters, ein Biologe bei der National Audubon Society, ließ ihr Statistiken über die Auswirkungen von Pestiziden zukommen. William O. Douglas, Richter am US-amerikanischen Supreme Court und seit langem Befürworter eines sorgfältigen Umgangs mit der Umwelt, reichte an sie Material weiter, das sie in ihrem Kapitel über Herbizide verwendete. Reece Sailer, ein Entomologe bei der USDA, versorgte sie gleichfalls mit Informationen, bat sie jedoch um Geheimhaltung ihrer Quelle: 1959 hatte Rachel Carson einen Film, mit dem die USDA für ihren Pestizideinsatz gegen Feuerameisen warb, unter anderem als unverantwortliche Propaganda kritisiert. Das Department of the Interior hatte Rachel Carson außerdem als subversive Person eingestuft, und das Department of Agriculture schränkte ihren Zugang zum Agricultural Research Service ein.

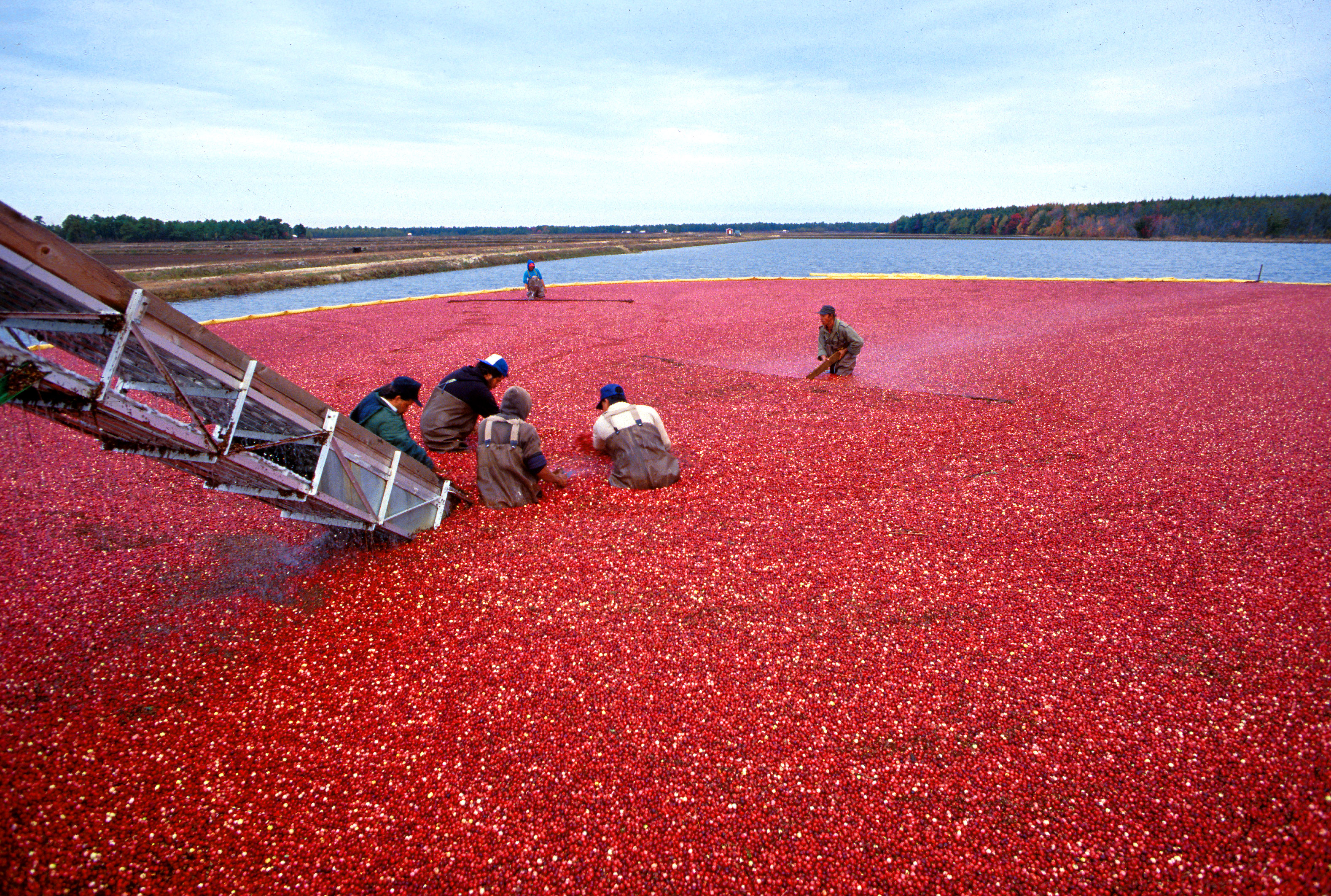
Cranberry-Ernte – zur Cranberry-Hochsaison 1959 verbot die FDA den Verkauf der Beeren, weil der Verdacht bestand, sie seien mit einem Herbizid belastet

Rachel Carson wohnte im Rahmen ihrer Recherchen auch den Anhörungen der Food and Drug Administration (FDA) im Rahmen des „Great Cranberry Scandal“ bei, in denen es um eine Änderung der Vorschriften über Pestizidrückstände ging: In Cranberries waren 1957 Rückstände des Herbizids Amitrol festgestellt worden, das sich in Laborversuchen als karzinogen herausstellte. Die FDA stoppte daraufhin kurz vor Thanksgiving, der Hochsaison für Cranberries, den Verkauf.
Bei den Anhörungen fiel Rachel Carson das aggressive Auftreten von Vertretern der Pestizidhersteller auf. Deren Aussagen standen häufig im Widerspruch zu den meisten wissenschaftlichen Arbeiten, die sie im Zusammenhang mit ihren Buchrecherchen gelesen hatte. Es machte ihr auch das nicht unerhebliche finanzielle Interesse der chemischen Industrie an einer Fortsetzung des Einsatzes von DDT deutlich. 1960 hatte Rachel Carson ausreichend Recherchematerial zusammengetragen. Zusätzlich zu ihrer Literaturrecherche war sie Hunderten von Einzelvorfällen nachgegangen, bei denen es nach einem Einsatz von Pestiziden zu Erkrankungen bei Menschen und massiven ökologischen Schäden gekommen war. Jedes Kapitel, das Rachel Carson als fertig erachtete, ließ sie von Experten gegenlesen, die sie im Rahmen ihrer vorherigen Arbeiten kennengelernt hatte. Sie tat sich hingegen schwer, einen passenden Titel für das Buch zu finden: Silent Spring – Stummer Frühling war ursprünglich nur als Titel für ein Kapitel vorgesehen, das die Auswirkungen des Pestizideinsatzes auf Vögel zeigen sollte. Im August 1961 entschied sich Rachel Carson, dem Vorschlag ihrer Literaturagentin Marie Rodell zu folgen und dem Buch den Titel Silent Spring zu geben. Im Sommer 1962 waren die Arbeiten am Buch weitgehend abgeschlossen.

### Die Veröffentlichung vonSilent Springim Jahre 1962
Inhalt und Aufbau des Buches ist im Hauptartikel Der stumme Frühling beschrieben
Rachel Carson und alle anderen Personen im Verlagshaus Houghton Mifflin, die mit der Veröffentlichung von The Silent Spring zu tun hatten, erwarteten heftige Kritik des Buches von verschiedenen Seiten. Sie waren besonders besorgt darüber, wegen Verleumdung oder Geschäftsschädigung verklagt werden zu können. Rachel Carson ging außerdem davon aus, dass sie nur wenig Zeit und Kraft zur Verteidigung ihres Buches haben würde, da sie sich zum Zeitpunkt der Veröffentlichung wegen einer Krebserkrankung einer Strahlentherapie unterziehen sollte. Um potentielle Unterstützer zu finden, sandte das Verlagshaus Houghton Mifflin vor der Veröffentlichung einer Vielzahl von einflussreichen Personen einen Vorabdruck des Buches zu.
Wie bei ihren vorherigen Büchern erschien ab dem 16. Juni 1962 zunächst eine Zusammenfassung des Buches als dreiteilige Artikelserie im Magazin The New Yorker. Die Artikelserie erregte großes Aufsehen, und The New Yorker erhielt eine Vielzahl an Leserbriefen. Die meisten waren positiv, einige verdächtigten Rachel Carson jedoch kommunistischer Sympathien. Die Reaktionen waren so lebhaft, dass am 22. Juli in der New York Times darüber ein Artikel unter der Überschrift The Silent Spring is now Noisy Summer – Der Stumme Frühling ist nun ein lauter Sommer erschien. Die Artikelserie fand auch ein Echo auf politischer Ebene. Anlässlich einer Anhörung über Pestizideinsätze las der Kongressabgeordnete John V. Lindsay Teile daraus im Abgeordnetenhaus vor. Noch vor Verkaufsbeginn nahm John F. Kennedy Bezug auf Rachel Carsons Buch, das erst ab dem 27. September 1962 in den Buchläden erhältlich war. Während einer Pressekonferenz im Weißen Haus befragte ihn ein Reporter, ob das Department of Agriculture oder der Public Health Service sich mit den langfristigen Auswirkungen des Pestizideinsatzes beschäftige. John F. Kennedy bestätigte dies und nannte Rachel Carsons Buch als einen Anlass dafür:

“I know that they already are. I think particularly of course since Miss Carson's book.”

„Ich weiß, sie sind bereits dabei. Ich denke, natürlich besonders seit Miss Carsons Buch.“

Einer der großen US-amerikanischen Buchklubs entschied sich bereits während dieser Sommermonate dafür, The Silent Spring als Buch des Monats Oktober zu wählen, was eine zusätzliche Auflage von 150.000 Exemplaren bedeutete. In einem Brief an ihre Freundin Dorothy Freeman zeigte sich Rachel Carson darüber besonders erfreut, weil sie damit einen Leserkreis in den ländlichen Regionen der USA erreichen würde, die nur selten einen Buchladen betraten oder Magazine wie The New Yorker lasen.
Die Artikelserie und das Buch erschienen zu einem Zeitpunkt, zu dem die US-amerikanische Bevölkerung für fortschrittskritische Themen zunehmend empfänglich war. US-Präsident John F. Kennedy forderte bereits am 23. Februar 1961 in der Special Message on Natural Resources (Note über die natürlichen Ressourcen) an den Kongress eine bessere Koordination und Abstimmung der leitenden Behörden. Er wies darauf hin, dass „eine Behörde die Anwendung chemischer Pestizide fördert, obwohl sie Singvögel und Flugwild gefährden, deren Erhaltung von einer anderen Behörde befürwortet wird“. Nach dem Cranberry-Skandal von 1959 und den Gerichtsprozessen um die großflächigen Sprühflüge beschäftigte zum Zeitpunkt der Silent-Spring-Veröffentlichung die Thalidomid-Diskussion die US-Bevölkerung. Die Substanz, die Embryos stark schädigt und im deutschsprachigen Raum durch den Contergan-Skandal bekannt wurde, war dank dem engagierten Handeln von Frances Oldham Kelsey, einer Mitarbeiterin der Food and Drug Administration, nicht in den Handel gelangt. Auch dies trug erheblich zur Bereitschaft der Öffentlichkeit bei, die für die 1950er und frühen 1960er Jahre charakteristische Fortschrittsgläubigkeit zu hinterfragen. Bereits ein Jahr später – 1963 – erschien die deutsche Übersetzung. Obwohl Auszüge aus dem Buch vorab in der Zeit abgedruckt wurden, entfachte Der stumme Frühling in Deutschland keine Diskussion. Ab 1968 sorgte eine preiswerte Taschenbuchausgabe für weitere Verbreitung in Deutschland.
Christian Simon nennt in seiner Kulturgeschichte des DDT Silent Spring das „prototypische Sachbuch für Umweltthemen, das durch Aufzeigen der Konsequenzen aus dem derzeit Wissbaren zum Handeln auffordern wolle“. Der Wechsel der Darstellung trockener Fakten mit Passagen, die Erlebnisse und Erfahrungen einzelner Personen wiedergeben, mache das Buch für den Laien nachvollzieh- und lesbar. Wo Schlussfolgerungen gezogen werden, seien sie meist mit den Namen führender Experten verbunden – ein als Autoritätssicherung bezeichnetes rhetorisches Mittel. Gleichzeitig verzichtet das Buch darauf, in eine Endzeitstimmung zu verfallen; dies macht es Lesern mit Vorbehalten gegenüber den von Rachel Carson vertretenen Ansichten leichter, sich mit den Inhalten des Buches auseinanderzusetzen. Christian Simon hält auch fest, dass nahezu alle von Rachel Carson 1962 angeführten Argumente (damals teils noch spekulativ) sich mittlerweile als kritisches Pestizidwissen etabliert haben.

### Die unmittelbare Kritik anSilent Spring
Schon vor der Veröffentlichung der Artikelserie und dem Verkaufsbeginn des Buches sorgte The Silent Spring für heftigen Widerstand seitens der chemischen Industrie. Die in Chicago ansässige Velsicol Chemical Corporation, einziger Hersteller von Chlordan und Heptachlor, legte in einem fünfseitigen Brief an den Verlag Houghton Mifflin nahe, die Veröffentlichung des Silent Spring noch einmal zu überdenken, und drohte mit rechtlichen Schritten, sollte die Artikelserie im New Yorker erscheinen. Velsicol deutete in dem Schreiben auch an, dass Rachel Carson Teil einer ausländischen Verschwörung sein könne, die auf diese Weise der Lebensmittelproduktion in den USA schaden wolle – eine in der Zeit des Kalten Krieges nicht unübliche Form der Verdächtigung. DuPont, einer der wichtigsten Hersteller von DDT, ließ die schon vor dem Verkaufsbeginn des Buches erschienenen Medienberichte untersuchen und versuchte, ihre voraussichtliche Auswirkung auf die öffentliche Meinung abzuschätzen. Als Gegenmaßnahme erschien eine Reihe von Broschüren und Artikeln, die den Gebrauch von Pestiziden befürworteten. Die „National Agricultural Chemicals Association“ gab nicht weniger als 250.000 USD aus, um gegen Rachel Carson und ihr Buch vorzugehen, und das Chemieunternehmen Monsanto veröffentlichte unter anderem die Satire The desolate year (Das trostlose Jahr), das in düsteren Farben ein Leben ohne Pestizide ausmalte. Das Informationspaket, das die „National Pest Control Association“ als Reaktion auf Rachel Carsons Buch herausgab, enthielt auch ein Gedicht, das Rachel Carson unterstellte, dem Leben von Vögeln einen höheren Wert als dem von Menschen beizumessen.
Zu den schärfsten Kritikern von Rachel Carsons Buch zählten der Biochemiker Robert White-Stevens und der Chemiker Thomas Jukes. Würde man den Ansichten und Empfehlungen von Rachel Carson folgen, so werde der Mensch wie im Mittelalter in einer von Krankheiten und Ungeziefer dominierten Welt leben, argumentierte Robert White-Stevens und nannte die Autorin eine fanatische Gläubige im Kult um das Naturgleichgewicht. Wie Robert White-Stevens unterstellten ihr viele Kritiker, sie habe sich gegen jeglichen Einsatz von Pestiziden ausgesprochen. Tatsächlich plädierte Rachel Carson keineswegs für ein vollständiges DDT-Verbot, sondern lediglich für einen gezielten Einsatz von DDT und ähnlichen Pestiziden in geringen Dosen.

### Die positiven Reaktionen aufSilent Spring

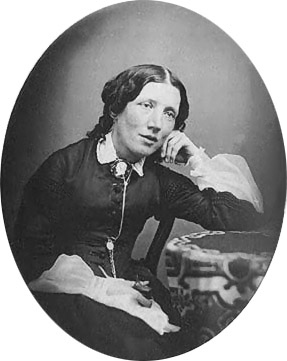
Harriet Beecher Stowe – Mit ihrem Buch Onkel Toms Hütte beeinflusste sie die amerikanische Politik. Rachel Carson wird häufig mit ihr verglichen.

Sehr viele Wissenschaftler stimmten den Aussagen von The Silent Spring zu. Zu den prominenten Verfechtern, die für die Aussagen des Buches eintraten, gehörten H. J. Muller, Loren Eisley, Clarence Cottam und Frank Egler. The Silent Spring erhielt zahlreiche Kritiken, die nicht selten zurückhaltend ausfielen oder das Buch als einseitig bezeichneten. Die von der chemischen Industrie und ähnlichen Interessenvertretern initiierte Kontroverse um das Buch erwies sich als kontraproduktiv, da sie die Verkaufszahlen des Buches steigerte und das Medieninteresse an der Pestizidproblematik förderte. Der Sender CBS strahlte am 3. April 1963 eine einstündige Sendung mit dem Titel The Silent Spring of Rachel Carson aus, die mehr als zehn Millionen Zuschauer erreichte. In der Sendung, die sich als großer Erfolg für Rachel Carson erweisen sollte, wurden neben ihr mehrere ihrer Kritiker interviewt. Landwirtschaftsminister Orville Freeman verteidigte zunächst den Einsatz von Pestiziden, musste aber gegen Ende der Sendung eingestehen, die Bevölkerung sei nur unzureichend über die negativen Folgewirkungen von Pestiziden aufgeklärt. Der mittlerweile schwer kranken Rachel Carson gelang es in dieser Sendung auch, sich vom Image einer hysterischen Übertreiberin zu befreien, das Kritiker ihr anzuhängen versucht hatten. Während sie den Eindruck einer ernsthaften, höflichen und ruhigen Wissenschaftlerin vermittelte, wirkte insbesondere ihr schärfster Kritiker Robert White-Stevens mit seiner lauten Stimme und weit aufgerissenen Augen unsachlich und frenetisch. In den Wochen nach der Sendung erschienen in einer Reihe von Magazinen neue Besprechungen ihres Buches, die diesmal positiver ausfielen. Die Sendung war auch der Anstoß, dass sich der Kongress erneut mit den Gefahren von Pestiziden auseinandersetzte. Am 15. Mai 1963 veröffentlichte das wissenschaftliche Beratergremium des US-Präsidenten seinen Bericht über Pestizide, an dem es seit 1962 gearbeitet hatte und der Rachel Carsons Warnungen bestätigte. Der heute als Wiesner-Report bekannte Bericht war ein Meilenstein bei der Suche nach einer Politik der umweltgerechteren Schädlingsbekämpfung. Kurz nach der Veröffentlichung dieses Berichtes begannen im US-Senat Anhörungen zu einer Reform der Gesetzgebung in Zusammenhang mit der Verwendung von Pestiziden, in deren Rahmen auch Rachel Carson gehört wurde.
Bereits kurz nach dem Erscheinen wurde Silent Spring in seiner Wirkung mit Harriet Beecher Stowes Buch Onkel Toms Hütte verglichen, das 1852 erschienen war und einen wesentlichen Beitrag zum Ende der Sklaverei in den USA geleistet hatte. Auch Silent Spring wurde als ein Buch eingestuft, das in ähnlicher Weise die Politik beeinflussen werde. Der ehemalige Vizepräsident der USA und Friedensnobelpreisträger Al Gore griff 1994 in einem Vorwort zu Silent Spring diesen Vergleich gleichfalls auf, wies aber auf einen wesentlichen Unterschied hin: Als Harriet Beecher Stowe ihr einflussreiches Buch schrieb, war die Debatte über die Abschaffung der Sklaverei bereits im Gang. Rachel Carson hingegen machte die Pestizidproblematik erst zum Thema einer breiten Öffentlichkeit.

### Tod
Obwohl Rachel Carson 1963 Hunderte von Einladungen zu Vorträgen erhielt, konnte sie nur wenige annehmen, da sich ihr Gesundheitszustand durch einen Brustkrebs zunehmend verschlechterte. Zu den wenigen Ausnahmen zählte eine Teilnahme an der Today Show, einer US-weit ausgestrahlten Talkshow mit hoher Zuschauerzahl. Gegen Ende des Jahres 1963 erhielt sie eine Vielzahl von Auszeichnungen, darunter den Paul Bartsch Award der Audubon Naturalist Society und die Audubon Medaille der American Geographical Society.
Durch Krebs und Therapien geschwächt, erkrankte Rachel Carson im Januar 1964 respiratorisch an einem Virus. Im Februar stellten die Ärzte als Folge der Strahlenbehandlung eine schwere Anämie und im März Metastasen in der Leber fest. Am 14. April 1964 starb Rachel Carson im Alter von 56 Jahren an den Folgen eines Herzinfarkts.

## Vermächtnis

### Rachel Carsons Manuskripte und Unterlagen
Rachel Carson hinterließ ihre Manuskripte und Papiere der Yale University. Ihre langjährige Literaturagentin Marie Rodell wendete fast zwei Jahre auf, um diese zu katalogisieren und zu ordnen. Marie Rodell kümmerte sich auch darum, dass Rachel Carsons Essay A Sense of Wonder (Ein Gefühl des Staunens), das 1956 in Woman’s Home Companion erschienen war und das Rachel Carson zu einem Buch erweitern wollte, mit Fotografien von Charles Pratt neu aufgelegt wurde. Rachel Carson hatte sich in diesem Essay damit auseinandergesetzt, wie Eltern ihren Kindern die Liebe zur Natur vermitteln könnten. Neben dem Briefverkehr zwischen Rachel Carson und Dorothy Freeman, der 1995 unter dem Titel Always, Rachel: The Letters of Rachel Carson and Dorothy Freeman, 1952–1964: An Intimate Portrait of a Remarkable Friendship erschien, kam 1998 ein Band mit zuvor noch nicht publizierten Arbeiten von Rachel Carson heraus. Herausgeberin von Lost Woods: The Discovered Writing of Rachel Carson war Rachel Carsons Biografin Linda Lear. Alle Bücher von Rachel Carson befinden sich in den USA nach wie vor im Druck.

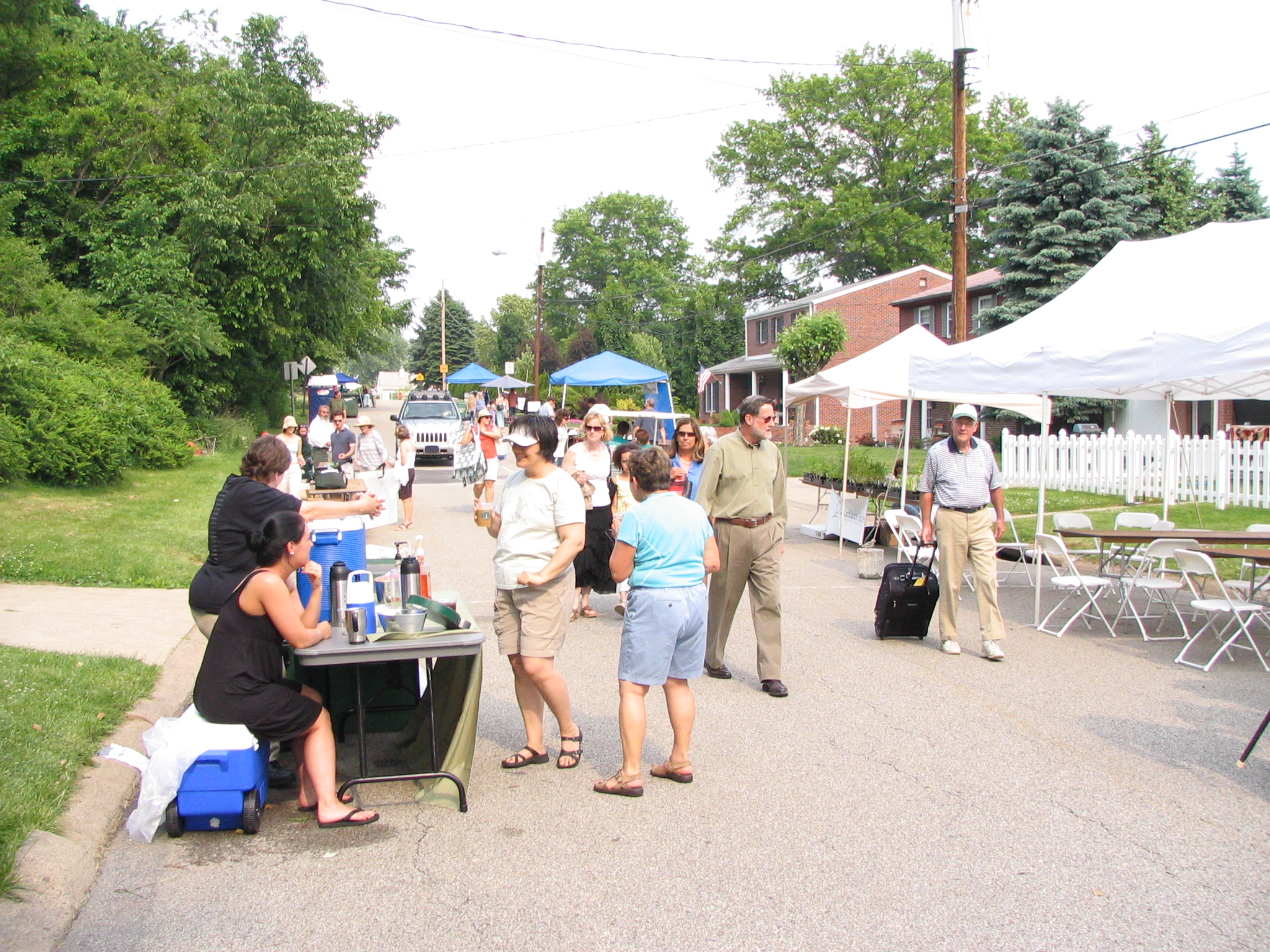
Die Feier des 100. Geburtstages von Rachel Carson in Springdale, Pennsylvania

### Der Einfluss auf die Umweltbewegung
Rachel Carsons Arbeiten hatten einen erheblichen Einfluss auf die US-amerikanische Umweltbewegung: Gegen Ende der 1950er Jahre waren die großen Naturschutzorganisationen noch weitgehend unpolitische Verbände. Die Audubon Society war im Vogelschutz aktiv, kämpfte aber schwerpunktmäßig gegen die Verwendung von Vogelfedern für Dekorationszwecke. Der Sierra Club, der sich für den Landschaftsschutz engagierte, war überwiegend auf Kalifornien begrenzt, und die National Wildlife Federation kümmerte sich vorwiegend um die Schaffung und den Erhalt von Naturschutzgebieten. Die von Rachel Carson angestoßene umfangreiche Debatte sorgte für eine Politisierung dieser bestehenden Naturschutzverbände und war Anlass für das Entstehen zahlreicher Umweltschutzgruppen auf lokaler Ebene.
Ihr wesentlicher Beitrag besteht darin, die öffentliche Aufmerksamkeit auf den Umweltschutz gelenkt zu haben. Alle Themen und Zusammenhänge, die sie in The Silent Spring ansprach, sind in den westlichen Ländern der Erde mittlerweile Bestandteile des Allgemeinwissens. Rachel Carsons direktes Vermächtnis war die Kampagne gegen den Einsatz von DDT. 1972 wurde der Gebrauch von DDT in den USA weitgehend verboten; zahlreiche andere Länder folgten. Rachel Carson hatte außerdem wiederholt auf die zwangsläufigen Interessenskonflikte hingewiesen, weil das US-Landwirtschaftsministerium, das vorrangig den Interessen der Landwirte verpflichtet sei, die Regulierung des Pestizideinsatzes verantworte. 1970 wurde in den USA die Environmental Protection Agency gegründet, die seitdem diese Aufgabe wahrnimmt. Viele sehen in Rachel Carsons Arbeiten den wesentlichen Anstoß für die Gründung dieser US-Behörde.

## Grundsätzliche Kritik an Rachel Carsons Arbeit
Rachel Carson und die von ihr beeinflusste Umweltbewegung wurden von einzelnen Personengruppen vor allem wegen ihres Kampfes gegen Pestizideinsätze kritisiert. Zu den ersten bekannten Kritikern gehörte der konservative US-amerikanische Politiker Jamie L. Whitten. Argumentiert wird, die Beschränkung des Pestizideinsatzes habe zahllose Tote zur Folge gehabt, und die Umweltgesetzgebung sei ein wesentliches Hemmnis für die Landwirtschaft, deren ökonomische Freiheit beschnitten werde.
Kritiker behaupteten, dass Rachel Carson für Millionen von Malariatoten verantwortlich ist, da ihr Buch ein weitgehendes Verbot von DDT zur Folge gehabt habe. Das Global Eradication of Malaria Program, bei dem DDT eine Schlüsselrolle gespielt hatte, wurde 1972 als gescheitert eingestellt, unter anderem weil die Mücken zunehmend gegen DDT resistent geworden waren. In den von Malaria betroffenen Staaten setzte man gegen die Überträger weiterhin DDT ein. Erst Anfang der 1990er Jahre begann die WHO, Alternativen zum DDT-Einsatz bei der Malariabekämpfung zu entwickeln und zu propagieren. Die WHO hatte allerdings gelegentlich Schwierigkeiten, einzelne Geldgeber in den Industriestaaten davon zu überzeugen, die Verwendung von DDT zu finanzieren.
Andere Kritiker verwiesen auf Rachel Carsons Ausbildung als Meeresbiologin und folgerten daraus, sie könne kein wissenschaftlich fundiertes Buch über biochemische Themen verfasst haben. Einige Angriffe zielten direkt auf Rachel Carsons Person ab. Nach einem damals häufig wiederholten, aber niemals direkt bestätigten Gerücht stellte der frühere Landwirtschaftsminister Ezra Taft Benson in einem Brief an Dwight D. Eisenhower die Behauptung auf, Rachel Carson sei Kommunistin, weil sie als eigentlich attraktive Frau unverheiratet sei. Ein Mitglied des „Federal Pest Control Board“ spottete, er verstehe nicht, dass sie sich als alte Jungfer Gedanken über Vererbung mache. Andere Kritiker bezeichneten sie als hysterisch.

## Posthume Ehrungen
Mehrere staatliche und private Organisationen haben auf verschiedene Weise Rachel Carson nach ihrem Tode geehrt. Ihre wahrscheinlich bedeutendste Auszeichnung ist die Presidential Medal of Freedom, die höchste zivile Auszeichnung der USA, die ihr postum am 9. Juni 1980 verliehen wurde. Die Verleihung geschah in Anerkennung ihres Einflusses auf die US-amerikanische Umweltbewegung und die Umweltpolitik John F. Kennedys. Im folgenden Jahr erschien in den USA eine Briefmarke zu ihrem Gedenken. Mehrere andere Länder sind diesem Beispiel gefolgt.
Rachel Carsons Geburtshaus in Springdale, Pennsylvania, ist im US-amerikanischen „National Register of Historic Places“, einem Verzeichnis historisch bedeutsamer Orte, aufgenommen. In der Nähe von Pittsburgh erinnert ein Wanderweg an Rachel Carson. Neben einer Brücke in Pittsburgh sind mehrere Naturschutzgebiete wie beispielsweise das Rachel Carson National Wildlife Refuge nach ihr benannt.
Rachel Carson ist auch Namensgeberin einer Reihe von Preisen, Stipendien und Auszeichnungen, die von verschiedenen Organisationen verliehen werden. Der norwegische Rachel-Carson-Preis wird seit 1991 an Frauen verliehen, die einen wesentlichen Beitrag auf dem Gebiet des Umweltschutzes geleistet haben. Die American Society for Environmental History vergibt seit 1993 einen Rachel Carson Preis für die beste Dissertation. Die Society for Social Studies of Science zeichnet mit dem „Rachel Carson Book Price“ seit 1998 jährlich ein Buch aus, das technische oder wissenschaftliche Themen mit politischer oder sozialer Bedeutung behandelt.
1996 wurde ein Asteroid nach ihr benannt: (6572) Carson.
An der Ludwig-Maximilians-Universität in München wurde 2009 das „Rachel Carson Center for Environment and Society“ gegründet.
2007 schrieb die Pianistin Marian McPartland ihre Komposition A Portrait of Rachel Carson, die sie mit dem University of South Carolina Symphony Orchestra unter Donald Portnoy aufführte.

## Schriften
- Under the Sea-Wind, a Naturalist’s Picture of Ocean Life. Oxford University Press, New York NY 1941, (zahlreiche Ausgaben und Übersetzungen).
  - Deutsche Ausgabe: Unter dem Meerwind. Aus dem Englischen übertragen von Waltrud und Ernst Kappeler. Büchergilde Gutenberg, Zürich 1947.
- The Sea around us. Oxford University Press, New York NY 1950, (zahlreiche Ausgaben und Übersetzungen).
  - Deutsche Ausgabe: Geheimnisse des Meeres. Aus dem Amerikanischen von Luise Laporte. List, München 1952.
- The Edge of the Sea. Houghton Mifflin, Boston MA 1955 (zahlreiche Ausgaben und Übersetzungen).
  - Deutsche Ausgabe: Am Saum der Gezeiten. Eine Küstenwanderung. Aus dem Amerikanischen übertragen von Margaret Auer. Biederstein, München 1957.
- Silent Spring. Erstausgabe: Houghton Mifflin Company, Boston 1962, (zahlreiche Ausgaben und Übersetzungen).
  - Deutsche Ausgabe: Der stumme Frühling. Mit einem Vorwort von Theo Löbsack, übersetzt von Margaret Auer. Biederstein-Verlag, München 1962. dtv, 1968. C.H. Beck, 1976.
- Foreword. In: Ruth Harrison: Animal Machines. The New Factory Farming Industry. Ballantine, New York NY 1964
  - Deutsche Ausgabe: Tiermaschinen. Die neuen landwirtschaftlichen Fabrikbetriebe. Aus dem Englischen übertragen von Margaret Auer. Biederstein, München 1965.
- The Sense of Wonder. A Celebration of Nature for Parents and Children Harper & Row, New York NY 1965, (zahlreiche Ausgaben und Übersetzungen).
  - Deutsche Ausgabe: Magie des Staunens. Die Liebe zur Natur entdecken. Aus dem Amerikanischen übersetzt von Wieland Freund. Klett-Cotta, Stuttgart 2019, ISBN 978-3-608-96410-3.
- Martha Freeman (Hrsg.): Always, Rachel. The Letters of Rachel Carson and Dorothy Freeman. 1952–1964. An Intimate Portrait of a Remarkable Friendship. Beacon Press, Boston MA 1995, ISBN 0-8070-7010-6.
- Linda Lear (Hrsg.):  Lost Woods. The Discovered Writing of Rachel Carson. Edited and with an introduction. Beacon Press, Boston MA 1998, ISBN 0-8070-8547-2.

## Dokumentation
- Rachel Carson – Die Mutter der Ökologie. Regie: Tamara Erde, ARTE F, Frankreich, 54 Minuten, 2021